# Битва під Прохорівкою
Битва під Прохорівкою — битва, що відбулася 12 липня 1943 року біля російського села Прохорівка між німецькими військами та РСЧА в ході Курської битви. Складова радянсько-німецького протистояння під час Другої світової війни. Завершилася перемогою німців. У радянській історіографії вважалася перемогою  сил РСЧА, найбільшою битвою в історії з застосуванням бронетанкових сил, інші історики дотримуються думки, що битва є масштабним радянським пропагандистським міфом.

## Сили сторін
До початку операції «Цитадель» (увечері 4 липня) у складі 2-го танкового корпусу СС було 327 танків (Pz III, Pz IV, Pz VI «Тигр» та 8 трофейних радянських Т-34) і 129 штурмових і протитанкових САУ Stug і Marder (боєздатних). З усієї кількості танків — всього лише 35 справних «Тигрів» і жодної Panzer V «Пантери» (всі 200 «Пантер» були на той час передані дивізії «Гроссдойчланд» 48-го ТК). Також у корпусі було 54 самохідних гаубиць Wespe і Hummel та 24 самохідних гармат Grille, проте останні застосовувалися проти танків тільки в крайньому випадку.
На кінець 11 липня в складі цього корпусу СС було 211 боєздатних танків (Pz III, IV, VI, Т-34) і 100 штурмових і протитанкових САУ (Stug і Marder), а також 49 самохідних гаубиць Wespe і Hummel і 24 самохідних гармат Grille. Серед танків — 15 справних «Тигрів» і само собою жодної «Пантери». «Фердинандів» не тільки в 2-му тк СС, а й взагалі у Е. Манштейна бути просто не могло — ця прославлена радянськими військовими САУ була випущена німцями одиничною партією (90 штук), всі вони застосовувалися на північному фасі Курської дуги, і, до речі, Е. Манштейн назвав цю САУ такою, що не виправдала себе.
У складі радянських 18-го і 29-го тк на ранок 12 липня перебували готовими до бою 368 танків і САУ. Вся ця техніка використовувалася на напрямку головного удару двох корпусів проти дивізії «Лейбштандарт». Отже, співвідношення в танках та САУ було 1:3,5 на користь військ РСЧА.

## Хід битви
12 липня 1943 в районі залізничної станції Прохоровка за 56 кілометрів на північ від Бєлгорода відбулася велика танкова битва, що стала одним з гострих і вирішальних боїв битви на курській дузі — битва між наступаючим 2-м танковим корпусом СС (4-та танкова армія Німеччини) і військами РСЧА, що завдавали контрудару.
Командувач 5-ю гвардійською танковою армією Ротмістров кинув два своїх танкових корпуси, 18-й і 29-й (336 танків і 20 САУ) на дивізію СС Лейбштандарт СС «Адольф Гітлер» (56 танків і 30 САУ), яка практично знищила ці два корпуси.
Одночасно дивізія СС «Тотенкопф» успішно наступала проти дивізій 5-ї гвардійської армії Жадова.
Дивізія «Райх» також успішно наступала проти 2-го гвардійського і 2-го танкових корпусів армії Ротмістрова.
- на центральній ділянці (18-й і 29-й танкові корпуси і 9-та гвардійська повітряно-десантна дивізія проти дивізії СС «Лейбштандарт») — наступ РСЧА був зупинений, після жорстоких боїв в районі радгоспу «Октябрьский» німці залишилися на колишніх позиціях, проте 18-й танковий корпус уклинився на вузькій ділянці (2 км по фронту) на глибину 5 км між дивізіями «Тотенкопф» і «Лейбштандарт», а 29-й танковий корпус зайняв нічийну смугу перед «Октябрьским» (питання про заняття цього радгоспу частинами РСЧА залишається темною плямою);
- на північній ділянці (97-ма, 95-та, 52-га, 42-га гвардійські стрілецькі дивізії і 24-та гвардійська танкова бригада проти дивізії СС «Тотенкопф») — німці просунулися на 5 км, на ділянці 6 км по фронту;
- на південній ділянці (2-й гвардійський і 2-й танкові корпуси, 183-тя стрілецька дивізія проти дивізії СС «Райх») — німці просунулися на 2 км, на ділянці 8 км по фронту.

## Підсумок бою
Під Прохорівкою війська РСЧА чисельно переважали німецькі за різними оцінками у два-три рази, але німецькі війська мали перевагу в якості техніки та в її бойових можливостях, до того ж німецькі війська оборонялися і були добре підготовлені та оснащені. В бою взяли участь близько 700 (частина, ймовірно, відстала на марші, «на папері» армія мала більше тисячі машин) радянських танків. З німецької сторони було близько 350 танків і САУ, із них 35 «Тигрів». В бою танки з німецької сторони зіграли значну, але не вирішальну роль, оскільки основний тягар бою на себе взяли укріплені позиції, що складалися як із танків, так і зі значної кількості протитанкових гармат. Зіткнення танкових мас все ж таки було, але не мало масового характеру з боку німців.
Угруповання, які наступали вранці 12 липня 1943 р. рухалися назустріч один одному не «в лоб», а під помітним кутом. Німці першими помітили радянські танки і встигли перелаштуватися і приготуватися до бою. Легкі і велика частина середніх німецьких танків атакували з флангу танки П. Ротмістрова, які змушені були на ходу змінювати напрямок атаки. Це викликало неминуче сум'яття і дозволило роті «тигрів» за підтримки самохідок і частини середніх танків несподівано атакувати з іншого боку. Радянські танки опинилися під перехресним вогнем, причому звідки ведеться друга атака, бачили лише деякі танкісти (через задимленість поля бою).
Танкова битва мала місце лише на напрямку першого удару німців, «тигри» вели вогонь без перешкод, як у тирі (окремі екіпажі заявили до 30 перемог). Це був не бій, а побиття. Тим не менш, радянські танкісти зуміли вивести з ладу чверть німецьких танків[джерело?]. Всі радянські танки, які брали участь у битві — знищено. Корпус німців змушений був зупинитися на дві доби.
Виникає спірне питання: чи була Прохорівська битва найбільшою зустрічною танковою битвою Другої світової війни? Жоден німецький мемуарист чи очевидець не назвав у своїх спогадах цю битву зустрічною танковою і найбільшою у війні, частина з них просто відзначала лише колосальні втрати радянських бронетанкових військ під Прохорівкою. Радянські ж джерела часто замовчують цю ганебну для себе поразку або всіляко виправдовуються. Ця битва дійсно була грандіозною за своїми масштабами і за концентрацією механізованих сил з обох сторін на невеликій ділянці фронту, але ніяк ця битва не може претендувати на звання найбільшої зустрічної танкової битви Другої світової війни. Це пояснюється тим, що зустрічні бої, хоч і мали місце в ході битви, але носили фрагментарний характер і відбувалися за участю невеликих груп танків.

## Втрати сторін
Втрати обох сторін у підсумку точно підрахувати важко, оскільки різні джерела дають різні дані, але якщо залучити бойові документи, то приблизні втрати були наступними: з німецької сторони — підбито в ході бою 154 танки і САУ — 56,4 %, 41 танк відправлено у довгостроковий ремонт, 67 танків ввійшли в стрій після короткострокового ремонту, 3-4 танки було знищено безповоротно, інші танки отримали незначні пошкодження.
Війська РСЧА втратили в наступі 237 танків і 17 САУ — 69 % від загальної чисельності, більшість із них були втрачені безповоротно, оскільки по-перше поле битви залишилось за німцями і по-друге в ніч із 12 на 13 липня 1943 р. німецькі сапери підірвали підбиті машини, що стояли на полі.
Але, які б не були значні втрати, головним для керівництва Воронезького фронту залишалося питання про припинення німецького наступу і війська РСЧА з цим завданням впорались, хоч і ціною великих втрат.
Інші дані
12 липня 2-й танковий корпус СС втратив пошкодженими і знищеними близько (точних даних немає) 70 танків і САУ — 22 % німецької бронетехніки, включаючи втрати від 5-ї гвардійської армії. До безповоротних втрат були списані тільки 2 Pz IV lg, це пов'язано з тим, що поле бою лишилося за німцями, і вони змогли відтягти свої пошкоджені танки для ремонту на бази.
5-та гвардійська танкова армія втратила цього дня 343 танки і САУ (згідно з радянськими документами, вивченими В. Н. Замуліним і Л. Н. Лопуховським) — 57 % радянської бронетехніки, що брала участь в Прохорівській битві (не рахуючи втрат в районі Шахово).
Втрати особового складу танкового корпусу СС за 12 липня — 149 убитих, 33 зниклих і 660 поранених, в сумі 842 солдати і офіцерів.
Радянські втрати 12 липня під Прохорівкою — понад 10 тисяч чоловік убитими, зниклими безвісти і пораненими; один тільки 29-й танковий корпус втратив 12 липня 1991 людину, зокрема 1033 убитими і зниклими, а 95-та гв. сд — 3326 чоловіки.

## Наслідки битви
Сталін, роздратований великими втратами в бою, наказав створити комісію, щоб покарати винних. За рішенням Верховного Головкомандувача була створена комісія під головуванням Георгія Маленкова для розслідування причин великих втрат, понесених 5-ю гв. ТА під Прохорівкою. У звіті комісії, представленому Сталіну в серпні 1943, бойові дії військ РСЧА 12 липня під Прохорівкою названі зразком невдало проведеної операції. Повний текст звіту зберігається у Президентському архіві Росії та є секретним.
Цей бій став переломним в битві, німці не змогли прорвати оборону Червоної армії на південному фланзі Курської дуги і були вимушені за кілька днів перейти до оборони. Стратегічна ситуація на фронті помінялася: в Сицилії висадилися союзники, і Гітлер вважав за доцільніше надати допомогу своїм італійським союзникам, ніж далі втрачати сили і ресурси без видимого успіху. Найбоєздатніші танкові частини були зняті зі східного фронту і відправлені на Середземноморський театр військових дій.

## Битва під Прохорівкою в радянській історіографії
Як і багато речей війни, битва була в радянській військовій історії оплутана фльором ідеологічних міфів. Доки були живі генерали і маршали, безпосередні керівники з'єднань, говорити про співвідношення втрат вважалося неприпустимим. Сама битва під Прохорівкою була постфактум названа «найбільшим танковим боєм в історії», в якому брали участь 1200 чи навіть 1500 танків та САУ. Це явне перебільшення.
Большая Советская Энциклопедия пише: 
|  | "12 липня 1943 в районі західніше і південніше Прохорівки в ході Курської битви відбулося найбільше в історії Великої Вітчизняної війни 1941—1945 зустрічна танкова битва між наступаючим нацистським танковим угрупуванням (2-й танковий корпус СС і 3-й танковий корпус, всього близько 700 танків і штурмових гармат) і 5-ю гвардійською танковою армією і трьома танковими і механізованими бригадами (близько 800 танків і самохідно-артилерійських установок, САУ), що завдавали контрудару. У запеклих боях, що тривали весь день, супротивник втратив понад 350 танків і штурмових гармат, понад 10 тис. чол. убитими і був вимушений перейти до оборони, 5-та гвардійська танкова армія втратила близько 300 танків і САУ. 12 липня настав перелом в Курській битві, ворог перейшов до оборони, а 16 липня почав відводити свої сили. Війська Воронезького, а з 19 липня і Степового фронту перейшли до переслідування і відкинули нацистські війська на початковий рубіж." |

22 серпня 1943 р. командувач Воронезького фронту М. Ф. Ватутін видав директиву, в якій вказував:
|  | «Мають місце випадки зайвих втрат танків і живої сили, виключно завдяки невмінню командирів організувати маневр і обхід протитанкової оборони. Замість розумного маневру і обходу вогневих точок - танки з місця ведуть вогонь, причому несуть невиправдані втрати від вогню ПТО. До сьогодні ще не відпрацьовані питання організації чіткої взаємодії з артилерією, погана взаємодія між родами військ - танкові командири не можуть викликати вогонь артилерії»" |

У своїх спогадах В. П. Брюхов, командир танку Т-34 2-го танкового корпусу 5-ї гвардійської армії згадує той пекельний день 12 липня:
|  | «У Прохоровській битві наш корпус спочатку був у другому ешелоні, він забезпечував введення в бій інших корпусів, а потім корпусу наказали йти вперед. В бою на полі між танками було не більше ста метрів, ніякого маневру. Це була не війна - побиття танків. Їхали на малій швидкості, стріляли. Все горіло. Над полем бою стояв страшний сморід. Все було закрито димом, пилом, вогнем, так що здавалося - настали сутінки. Авіація всіх бомбила. Танки горіли, машини горіли, зв'язок не працював. Всі проводи намотані на гусениці. Радіозв'язок заблокований. Що таке зв'язок? Я стараюсь передати повідомлення по радіозв'язку, раптом мене підбивають - радіохвиля заблокована. Потрібно переходити на запасну хвилю. О восьмій ранку ми пішли в атаку і тут же зійшлися з німцями. Приблизно через годину мій танк підбили. Звідкись прилетів снаряд і потрапив у борт, відбив лінивець (колеса, що натягують гусеницю) і перший коток. Танк розвернувшись, зупинився. Ми відразу вискочили і почали відповзати у воронку. Тут вже не до ремонту. Це Прохорівка! Там якщо танк зупинився - вискакуй. Якщо тебе зараз не вбили, то наступний танк підійде і доб'є. В притул розстрілювали. Я пересів на інший танк. Його теж незабаром спалили. Снаряд потрапив в моторне відділення. Танк загорівся, і ми всі вискочили. У воронку залізли і сиділи, відстрілювалися. Та, поки в танку воював, я теж дурня не валяв - першим снарядом підбив 75-мм гармату, яку обслуговчий персонал викочував на вогневу позицію, і спалив танк Т-ІІІ. Бій тривав десь до семи годин вечора, у нас були великі втрати. У бригаді з шістдесяти п'яти танків залишилося близько двадцяти п'яти, але по першому дню в мене склалося враження, що втрати з обох сторін були однакові... Увечері 12-го липня надійшов наказ перейти до оборони, і ще три дні ми відбивали контраатаки ... »Брюхов В. Крепче брони. Пермское землячество. — М., 2005. |

Із бойового журналу радянського 29-го танкового корпусу:
|  | "Атака почалася без артпідготовки займаних позицій противника і без прикриття з повітря. Це дало можливість противнику відкрити зосереджений вогонь по бойових порядках корпусу і безкарно проводити бомбардування танків і мотопіхоти, що призвело до великих втрат і зменшення темпу атаки, а це в свою чергу дало можливість противнику вести дієвіший вогонь артилерії і танків з місця. Місцевість для наступу не сприяла своєї перетятістю, наявність непрохідних для танків ярів на північний захід і південний схід від дороги Прохорівка-Беленіхіно змушували танки притискатися до дороги і відкривати свої фланги, не маючи можливості прикрити їх. Окремі підрозділи, які вирвалися вперед, підходили навіть до радгоспу «Комсомолець», зазнавши великих втрат від артвогню і вогню танків із засідок, відійшли на вихідні позиції. Прикриття наступаючих танків з повітря було відсутнє до 13.00. З 13.00 прикриття здійснювалося групами винищувачів від 2 до 10 машин. З виходом танків до переднього краю оборони противника, східна окраїна хутора Сторожовий, противник відкрив ураганний вогонь із засідок силами танків "Тигр", самохідних гармат і ПТО. Піхота була відсічена від танків і змушена залягти. Прорвавшись в глибину оборони, танки несли великі втрати. Частини противника за підтримки великої кількості авіації і танків перейшли в контратаку і частини бригади змушені були відійти. Під час атаки переднього краю наші самохідні гармати, діючи в першому ешелоні бойових порядків танків і навіть вириваючись вперед танків, мали втрати від протитанкового вогню противника" |

Із бойового журналу радянського 18-го танкового корпусу:
|  | "Артилерія противника вела інтенсивний вогонь по бойових порядках корпусу. Корпус, не маючи належної підтримки у винищувальній авіації і несучи великі втрати від артвогню і інтенсивного бомбардування з повітря (до 12.00 авіація супротивника зробила до 1500 вильотів літаків), повільно просувався вперед. Місцевість у смузі дії корпусу перетята трьома глибокими ярами, що проходять від лівого берега р.Псел до залізничної колії Беленіхіно - Прохорівка, тому наступаючі в першому ешелоні 181-ша, 170-та танкові бригади змушені були діяти на лівому фланзі смуги корпусу біля сильного опорного пункту противника - радгосп «Жовтневий». 170-та тбр, що діє на лівому фланзі, до 12.00 втратила до 60% своєї бойової матеріальної частини. Противник під кінець дня з району с.Козлівка і с.Грєзноє зробив лобову атаку танків з одночасною спробою обходу бойових порядків частин корпусу з напряму с.Козлівка, с.Полєжаєв, використовуючи свої танки "Тигр" і самохідні гармати, інтенсивно бомбардуючи бойові порядки з повітря. Виконуючи поставлене завдання, 18-й тк зустрів добре організовану, сильну протитанкову оборону супротивника з заздалегідь закопаними танками і штурмовими гарматами на рубежі висот 217,9 і 241,6. Щоб уникнути зайвих втрат в особовому складі і техніці, моїм наказом № 68 частини корпусу перейшли до оборони на досягнутих рубежах" |

Доповідь Ротмістрова Жукову:
|  | "... Змушений доповісти Вам, що наші танки на сьогодні втратили свою перевагу перед танками противника в броні і озброєнні. Наявність потужного озброєння, сильної броні і добрих прицільних пристосувань у німецьких танків ставить наші танки у явно невигідне становище. Сильно знижується ефективність використання наших танків і збільшується їх вихід з ладу. Танки Т-70 не можна допускати до танкового бою, так як вони легко знищуються вогнем німецьких танків. Доводиться з гіркотою констатувати, що наша танкова техніка, якщо не вважати введення на озброєння самохідних установок СУ-122 і СУ-152, за роки війни не отримала нічого нового, а недоліки, що мали місце на танках першого випуску, а саме: недосконалість трансмісійної групи (головний фрикціон, коробка зміни передач і бортові фрикціони), вкрай повільний і нерівномірний поворот башти, виключно погана видимість і тіснота розміщення екіпажу, не повністю усунуті і на сьогодні" Замулин В. Н. Забытое сражение Огненной Дуги. — Москва: Яуза, Эксмо, 2009. |

Отже, радянські солдати билися, як могли, як їм наказували і тією зброєю, що їм дали. І не їхня вина, що наступ 5-ї гв. та було погано підготовлено, що перед наступом не були розвідані сили і розташування німців, що не було артилерійської та авіаційної підтримки, що радянські танки (Т-34, «Черчілль» (англійські) і Т-70) поступалися за бойовим і технічним якостям німецьким (Pz III , Pz IV і «Тиграм»).
Згідно з твердженням В. М. Замуліна, заступника директора державного військово-історичного музею-заповідника «Прохорівське поле», за рішенням Верховного Головкомандувача Й. В. Сталіна під головуванням члена Державного Комітету Оборони та Політбюро Георгія Маленкова була створена комісія для розслідування причин великих втрат, що зазнала 5-та гв. ТА під Прохорівкою.
У звіті комісії, представленому Й. В. Сталіну в серпні 1943 р., бойові дії військ РСЧА 12 липня під Прохорівкою названі «зразком невдало проведеної операції».
Пояснення того, що після війни в СРСР підсумки цієї битви були поставлені з ніг на голову, можливо таке — Микита Хрущов, що дав вказівку наприкінці 1950-х писати багатотомну історію війни, сам «воював» на південному фасі Курської дуги як член Військової ради Воронезького фронту. Не в правилах радянських істориків було бентежити вождів.
Загалом, не існує жодного кадру кінохроніки і фотознімку, зробленого в ході битви під Прохорівкою або відразу після бою на цьому полі. Це пов'язано з тим, що всі фото- і кінокореспонденти були допущені тільки на північний фас Курської дуги. А масовий радянський читач про битву під Прохорівкою дізнався тільки в 1953 році, після виходу в світ книги «Курская битва» І.Маркіна (Военное изд-во, 1953 р.)